# Жилой комплекс фабрики «Красный треугольник»
Жилой комплекс фабрики «Красный треугольник» — памятник архитектуры. Расположен в Санкт-Петербурге, современный адрес домов — Старо-Петергофский проспект, 21 (корпуса) / Курляндская улица.
Комплекс из шести шлакобетонных четырёхэтажных жилых зданий (и двух служебных, котельной и изначально двухэтажного детского сада, позднее надстроенного) возведён на трапециевидном участке по проекту И. Г. Лангбарда в 1927—1929 годах. Застройка участка линейно-строчная, выходящие на проспект три параллельных корпуса имеют излом в плане, реализованный как несимметричная группа-гармошка уступов. Стены простые, гладкие, с межэтажными тягами, окна разных размеров, на фасадах выделены выступами лестничные клетки с треугольными фронтонами.
Дома составлены из типовых секций, квартиры в них — с двусторонней ориентацией, в основном комнаты обращены на юг и восток, по изначальному плану ванных комнат в квартирах не было.
Жилмассив был построен на месте загородной усадьбы Салтыковых.